# Масінята-ду-Вога
Масіня́та-ду-Во́га (порт. Macinhata do Vouga; МФА: [mɐ.si.ˈɲa.tɐ du ˈvo.gɐ]) — парафія в Португалії, у муніципалітеті Агеда. Розташована в західній частині країни, на теренах історичної португальської провінції Бейра. Входить до складу округу Авейру. За адміністративним поділом, чинним до 1976 року, терени парафії були складовою провінції Берегова Бейра. Належить до Авейрівської діоцезії Католицької церкви. Патрон — святий Христофор. Площа — 31,9544 км². Населення — 3406 ос. (2011). Слабо урбанізований регіон. Густота населення — 106,59 осіб/км²
. Код — 010112.

## Географія

Агеда (2013)
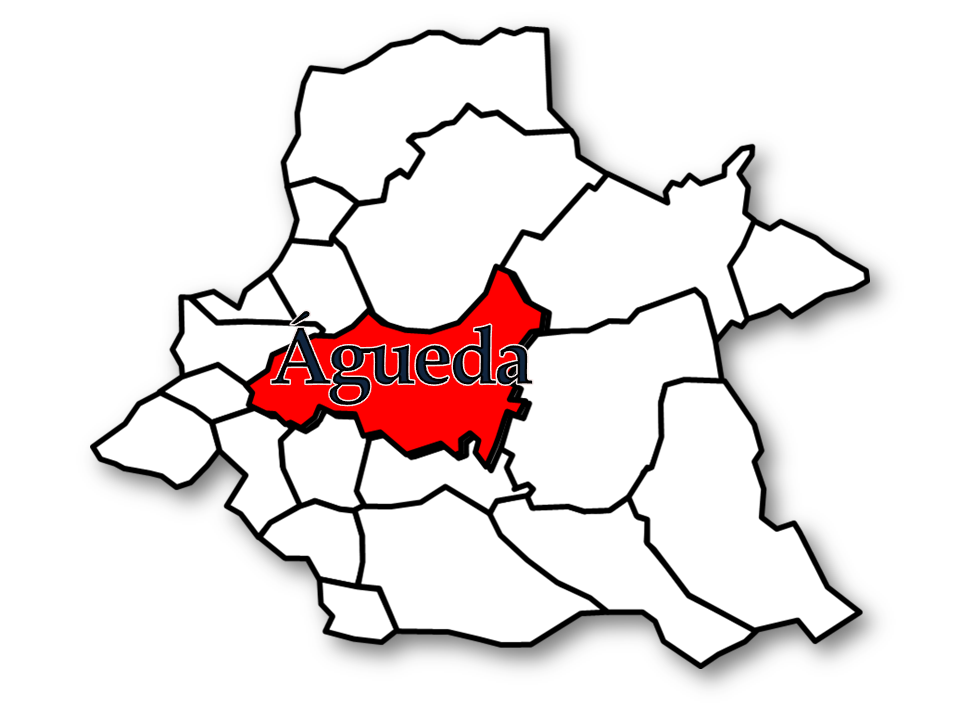
Агеда
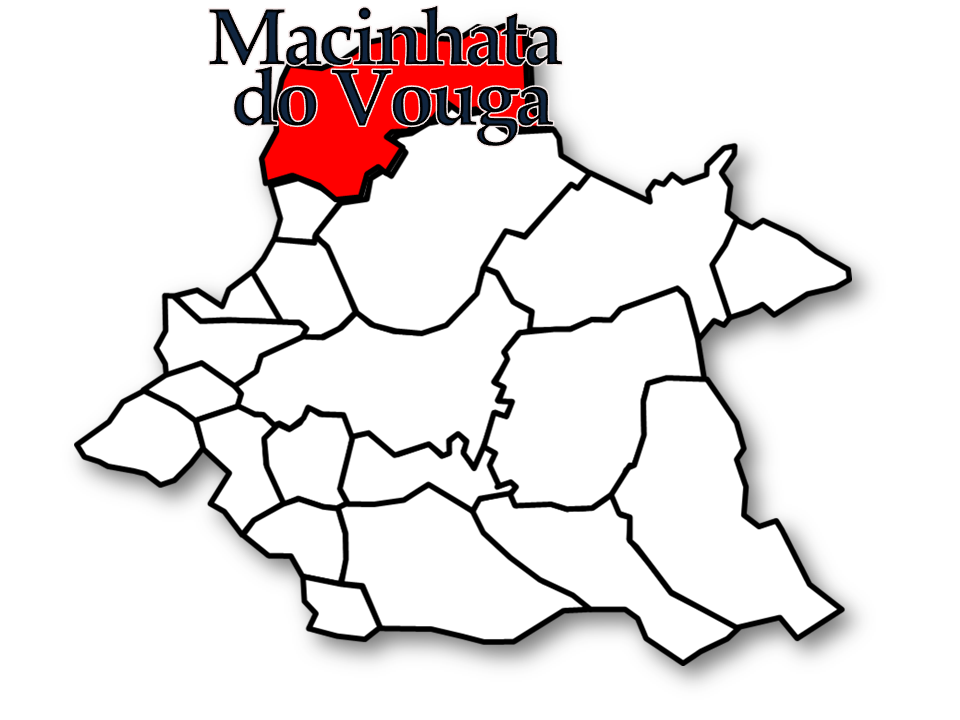
Масінята-ду-Вога

## Населення
| Кількість мешканців | Кількість мешканців | Кількість мешканців | Кількість мешканців | Кількість мешканців | Кількість мешканців | Кількість мешканців | Кількість мешканців | Кількість мешканців | Кількість мешканців | Кількість мешканців | Кількість мешканців | Кількість мешканців | Кількість мешканців | Кількість мешканців |
| ------------------- | ------------------- | ------------------- | ------------------- | ------------------- | ------------------- | ------------------- | ------------------- | ------------------- | ------------------- | ------------------- | ------------------- | ------------------- | ------------------- | ------------------- |
| 1864                | 1878                | 1890                | 1900                | 1911                | 1920                | 1930                | 1940                | 1950                | 1960                | 1970                | 1981                | 1991                | 2001                | 2011                |
| 1.504               | 1.687               | 1.765               | 1.765               | 2.096               | 2.259               | 2.696               | 2.875               | 3.176               | 3.377               | 3.089               | 3.427               | 3.548               | 3.581               | 3.406               |